# 行政執行法
行政執行法（ぎょうせいしっこうほう、明治33年6月2日法律第84号）は、行政上の強制執行および即時強制に関する法律である。
全文7条。明治憲法下においては行政上の強制執行および即時強制の通則法としての役割を果たしていたが、第二次世界大戦後、人権侵害の恐れがあるとの批判が強まり、1948年（昭和23年）に行政代執行法の成立とともに廃止された。

## 内容
行政的執行につき、通則的な定めが置かれていた。すなわち、代替的作為義務についての代執行（同法5条1項1号）、非代替的作為義務についての執行罰（同法5条1項2号）が定められていた。さらにそれらができない時、および急迫の事情があるときには直接強制（同法5条2項）を行うことが認められていた。
またそれに加え、1条から4条は類型ごとに即時強制の一般的規定となっていた。
規定のあらましは次のとおり。
A.
(1)保護検束　泥酔者、瘋癩者自殺を企てる者その他救護を要すると認めた者に対する処分。被検束者に内在する原因によって救護を要する場合に加えられるのであり、他人の行動のため身体生命に危害を生じる場合に加えられるものではない。
(2)予防検束　暴行、闘争その他公安を害する虞のある者に対する処分。
検束の期間は翌日の日没まで（1条）。これが必要とされるのは、被検束者の行為の自由に放任すれば暴行闘争などになるおそれのある場合である。
B.密売淫犯者に対する衛生・治療の強制または居住の制限（3条1項）。
C.風俗上の取締を必要とする営業者の居住その他の制限（3条1項）。
D.住居捜査の制限　日出前・日没後現居住者の承諾の無いかぎりその邸宅に入ることができない。ただし例外としてその邸宅で博奕・密売淫の現行があると認める場合、生命・身体または財産に対する危害が切迫したと認める場合およびその場所が旅店・割烹店その他夜間といえども衆人の出入する場所でその公開時間中であるときなどはたとえ日出前・日没後でもその場所・邸宅に入ることができる（2条）。
E.天災・事変などの場合の土地・物件などの使用または処分権もしくは使用を制限することができる（4条）。
F.間接強制　法令または処分にもとづき命じた行為または不行為に対する次のような強制処分をおこなうことができる。(1)自ら義務者のなすべき行為をし、または第三者にこれをさせ、その費用は義務者から徴収する。(2)義務者のすることができないときおよび不行為が強制であるときは25円以下の過料に処する。ただし急迫の事情がある場合は(1)の処分をすることはこのかぎりでない（5条1項、2項）。
G.直接強制　間接強制の方法によって行為、不行為を強制することができないと認める場合および急迫の事情がある場合にはじめて直接強制をすることができる（5条3項）。
H.B.およびF.の場合の費用もしくは過料の徴収方法（6条）。
I.保管物件の処分　認可または許可を得なければ所有することができない物件を保管した場合その所有を認許することができないと認めるとき、戎器・凶器その他危険な物件として仮領置した物件（1条1項）で1箇年以内に交付請求がない場合などは、これら物件の所有権は国庫に帰属するなどの処分権ないしその制限を行政官庁に対して認める。ここで行政官庁とは各省大臣、警視庁、府県知事その他の行政官庁を含む。
以上のような処分をなすべき場合の各具体的な場合、施設、過料の金額、執行の手続、費用の帰属などについては、行政執行法施行令に規定された（明治33年法律84号）。
検束の方法は、監禁、四肢を縛るなど一定していないが、それぞれの場所に応じて必要な方法であることを要し、必要以上の検束はしないこととされた。また検束の期間は翌日日没までであるが、期間満了後検束を必要とする条件がなおも存在すると認められる場合はかさねて検束することがあり、これを俗に「蒸し返し検束」と称した。この場合であっても一旦、解放し、ただちに検束すべきであるとされた。

## 廃止とその後
戦後新憲法の制定に伴い、行政執行法は強い批判にさらされた。すなわち、この法律が行政法学上のいわゆる3段階モデルを前提としていたことや、またそれゆえに規定が抽象的であり、この法律に基づく即時強制や直接強制が濫用されたことが指弾されたものである。そこで、昭和23年になって、行政代執行法附則第2項によって行政執行法は廃止された。
行政執行法の廃止後、行政上の強制執行全般についての通則法は未だ制定されていない。すなわち、代執行については行政代執行法が通則法となっているが、執行罰、直接強制については通則法がなく、個別的規定が存在するにとどまっている(行政代執行法1条参照)。また、即時強制についても通則法はなくなり、警察官職務執行法ほか個別に定められるのみとなっている。